# روجدا أيكوج
روجدا ايكوج (بالكرديةRojda Aykoç) وهي مغنية كردية ولدت روجدا ايكوج في سنة 1978 في قرية توتن (Tütün) في محافظة سيرت بجنوب شرق كردستان تركيا ولقد انهت دراستها الابتدائية في تلك القرية ثم ذهبت إلى إسطنبول لدراسة بعد المرحلة الابتدائية.
وفي عام 1991 بدأت العمل في الغناء مع فرقة Koma Gulên Xerzanاي وهي فرقة موسقية محلية وكانت
هذه الفرقة تابعة لاخوهاوفي عام 1993 عملت مع فرقة (MKM (Mesopotamia Culture Center أي(مركز ثقافة بلاد ما بين النهرين).
في عام 1994 انهت هذه الفرقة أول تسجيل غنائي 'Ji Bîn Nabin' وقاموا بتسجيل البوم ثاني وكان اسمه 'Sonda Me' أي القسم لدينا وقد كان البوم 'Helimcan' نقطة حاسمة في تاريخ هذه المغنية وفي العام 1997 ،عملت روجدا مع فرقة مكونة من 11 امرأة تسمى 'Koma Asmîn'.عملت معهم لفترة من الوقت وقالت إنها لا تستطيع التعامل مع هذه الفرقة في نفس الوقت، ثم غادرت من Koma Asmîn وعادت مع فرقة Koma Gulên Xerzan
وفي عام 2005 سجلت روجدامع فرقة أخيها البوم اسمه 'Rûkena Min'(بلادي مبتهج الوجه) وحصل البومها هذا على اعجاب الحاضرين في مهرجان Zaxoda وكان لاغانيها كاني' و'إيلو دينو' الحضور القوي والمنافسة في هذا المهرجان
وفي عام 2006 تركت روجدا العمل مع فرقة Koma Gulên Xerzan وبدأت العمل بنفسها تأثرت روجدا بعدة أشهر المطربين الاكراد، ومن بينها Karapetê Xaço، Meyrzemxan، مرزيا خان وMerzîye Rezazî ومرزية فريقي وعقدت روجدا العديد من الحفلات الموسيقية في ألمانيا، وإيطاليا، والنمسا، وهولندا.

## ألبوماتها
1. "Wey Dil" اه قلبي
2. "Le Buke" العروسة
3. "Memet Kanî" مجرى ميمي
4. "Evdo" عبدو
5. "Seltene" سلطاني

## روابط خارجية
- روجدا أيكوج على موقع ميوزك برينز (الإنجليزية)